# Courtney Mathewson
Courtney Lynn Kaiulani Mathewson (Orange, 14 de setembro de 1986) é uma jogadora de polo aquático estadunidense, bicampeã olímpica, campeã mundial e bicampeã pan-americana.

## Carreira
Mathewson fez parte do elenco campeão olímpico pelos Estados Unidos em Londres 2012. Quatro anos depois voltou a conquistar a medalha de ouro nos Jogos do Rio de Janeiro.